# Óblast autónomo serbio del noreste de Bosnia
SAO (Óblast autónomo serbio) de Bosnia nororiental ( serbio : САО Североисточна Босна / SAO Severoistočna Bosna era una región autónoma serbia ( serbio : САО / SAO ), una provincia disidente serbia , en la república yugoslava de Bosnia y Herzegovina (SR BiH).

## Historia
Fue establecida en septiembre de 1991, proclamada por el Partido Democrático Serbio el 19 de septiembre,  junto con otras SAO ( Herzegovina Oriental , Bosanska Krajina , Romanija ), e incluía cinco distritos en el noreste de SR BiH. Existió entre septiembre de 1991 y el 9 de enero de 1992, cuando se convirtió en parte de la República del pueblo serbio de Bosnia y Herzegovina (más tarde República Srpska) . Fue renombrado SAO Semberija ( cirílico serbio : САО Семберија ) en noviembre de 1991, y SAO Semberija y Majevica (САО Семберија и Мајевица ) en diciembre de 1991. Incluía tres municipios ( Bijeljina [4g] , Lopare y Ug ), con una población de 150.000 habitantes, de los cuales entre el 56% y el 59% eran de etnia serbia.  La capital era Bijeljina . 